# Conergy AG
Conergy AG é uma empresa alemã especializada na produção de energia renovável, especialmente energia eólica e energia solar. Suas subsidiárias SunTechnics GmbH e  Epuron GmbH auxiliam o grupo na realização dos seus objetivos.

## História
Em março de 2005, a Conergy foi registrada na Frankfurt Stock Exchange com a abreviatura “CGY” e ISIN DE 00060 40025.